# Coronée
Pour les articles homonymes, voir Coronée (homonymie).
Coronée (en grec ancien : Κορώνεια / Korónia) est une ancienne cité de Béotie, en Grèce, située au pied du mont Hélicon. Au XXe siècle, elle a donné son nom à un village moderne et à une municipalité disparue en 2010.

## Histoire

### Antiquité
La ville est citée par Homère dans le Catalogue des vaisseaux. Selon la mythologie, elle tiendrait son nom de son fondateur Coronos, fils de Thersandre et petit-fils de Sisyphe.
La cité fut le lieu de deux batailles, l'une en 447 av. J.-C. et l'autre en 394 av. J.-C..

### Période moderne
Le village de Koutoumoulás (Κουτουμουλάς) fut rebaptisé « Coronée » le 4 mai 1915. La municipalité de Coronée, dont le siège était le village d'Ágios Geórgios, a été absorbée par la municipalité de Livadiá en 2010, à la suite de l'entrée en vigueur du programme Kallikratis.